# Lisa Brown-Miller
Lisa Brown-Miller, född den 16 november 1966 i Union Lake, Michigan i USA, död 2 maj 2025, var en amerikansk ishockeyspelare.
Hon tog OS-guld i damernas ishockeyturnering i samband med de olympiska ishockeytävlingarna 1998 i Nagano.